# Nieuw Amsterdam

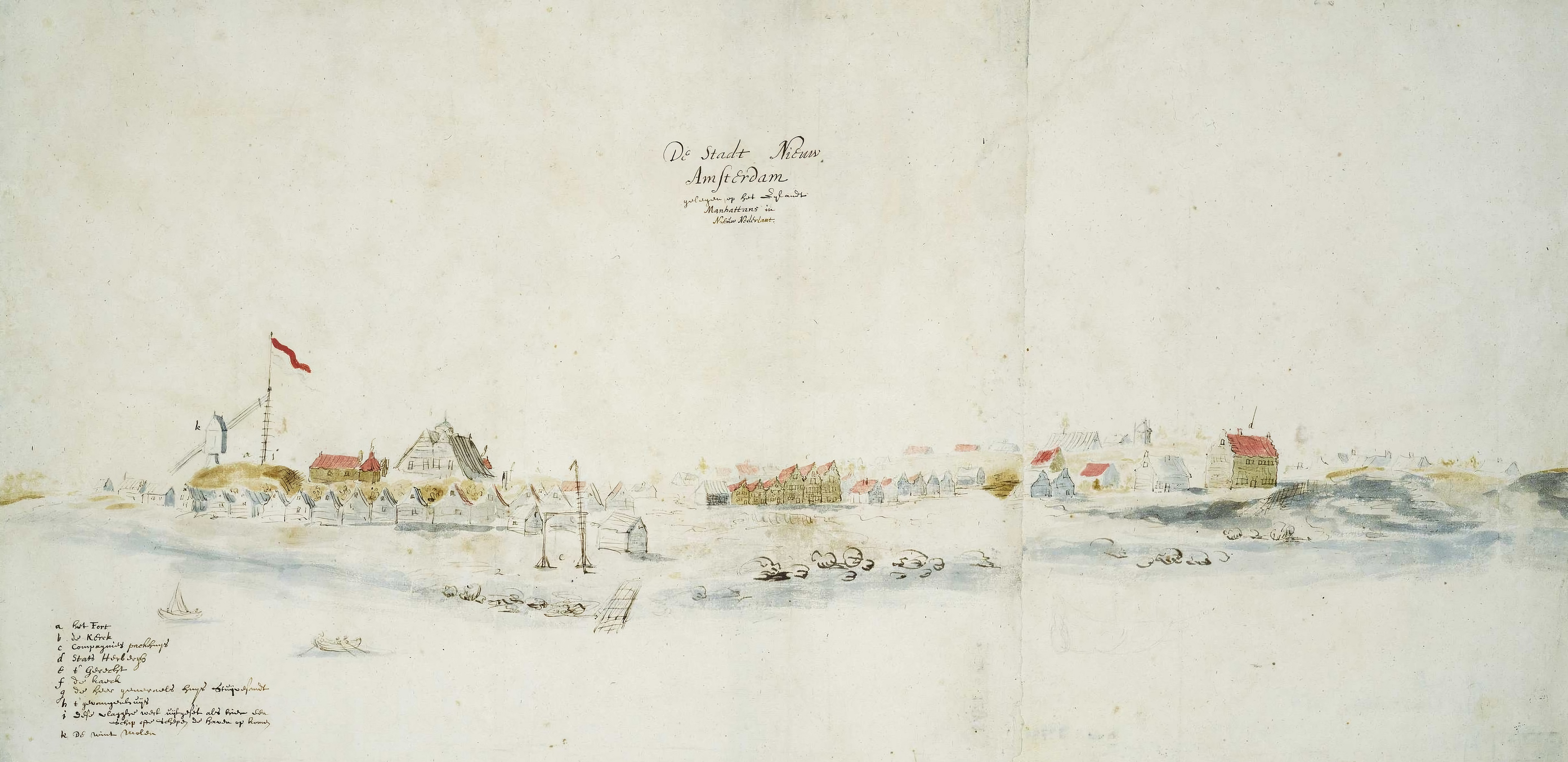
Zeichnung von Nieuw-Amsterdam aus dem Jahre 1650, die 1991 in der Sammlung der Wiener Albertina entdeckt wurde. Es handelt sich vermutlich um die älteste, naturgetreue Darstellung der Kolonie

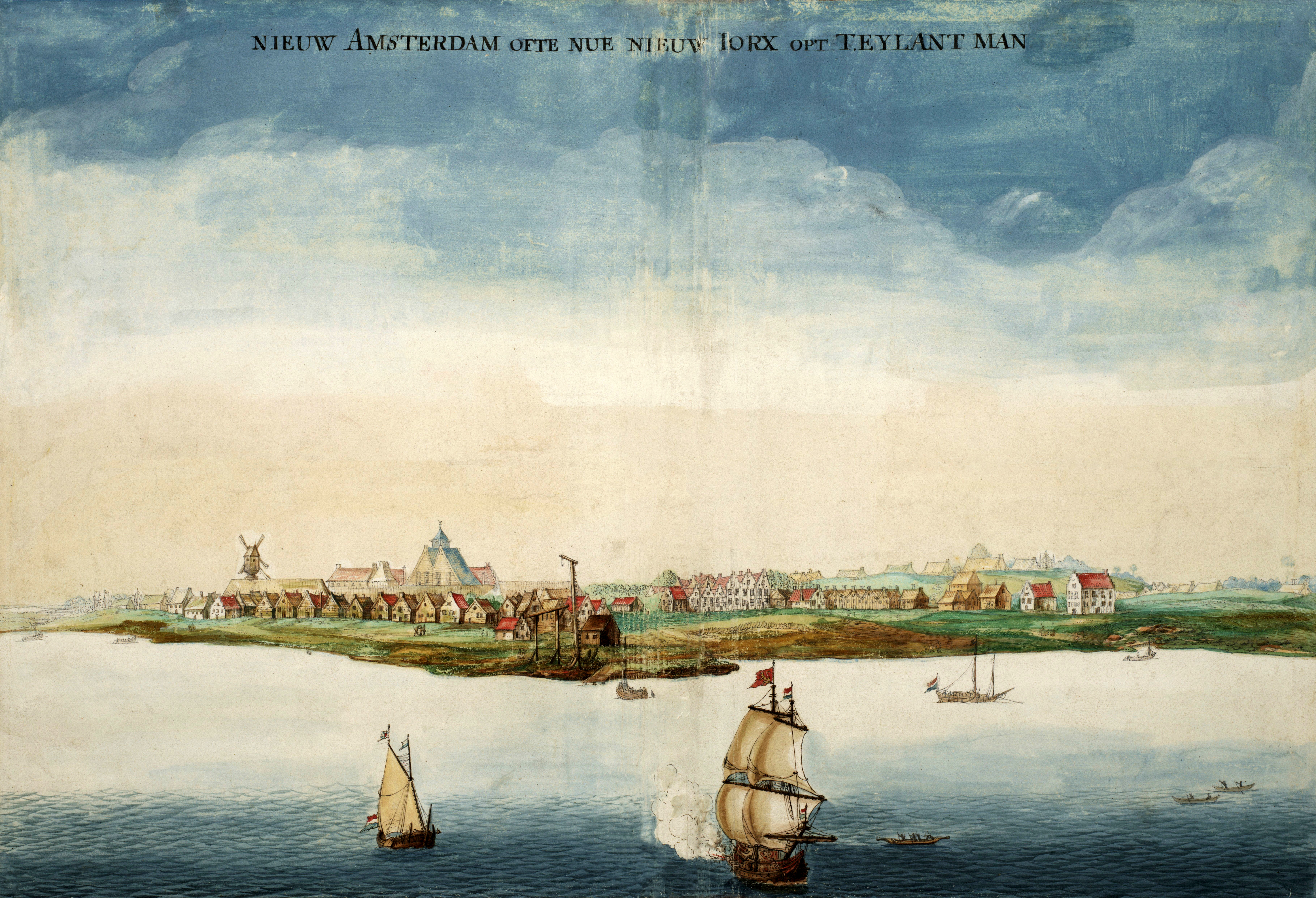
Johannes Vingboons Gemälde zeigt eine Stadtansicht aus dem Jahre 1664

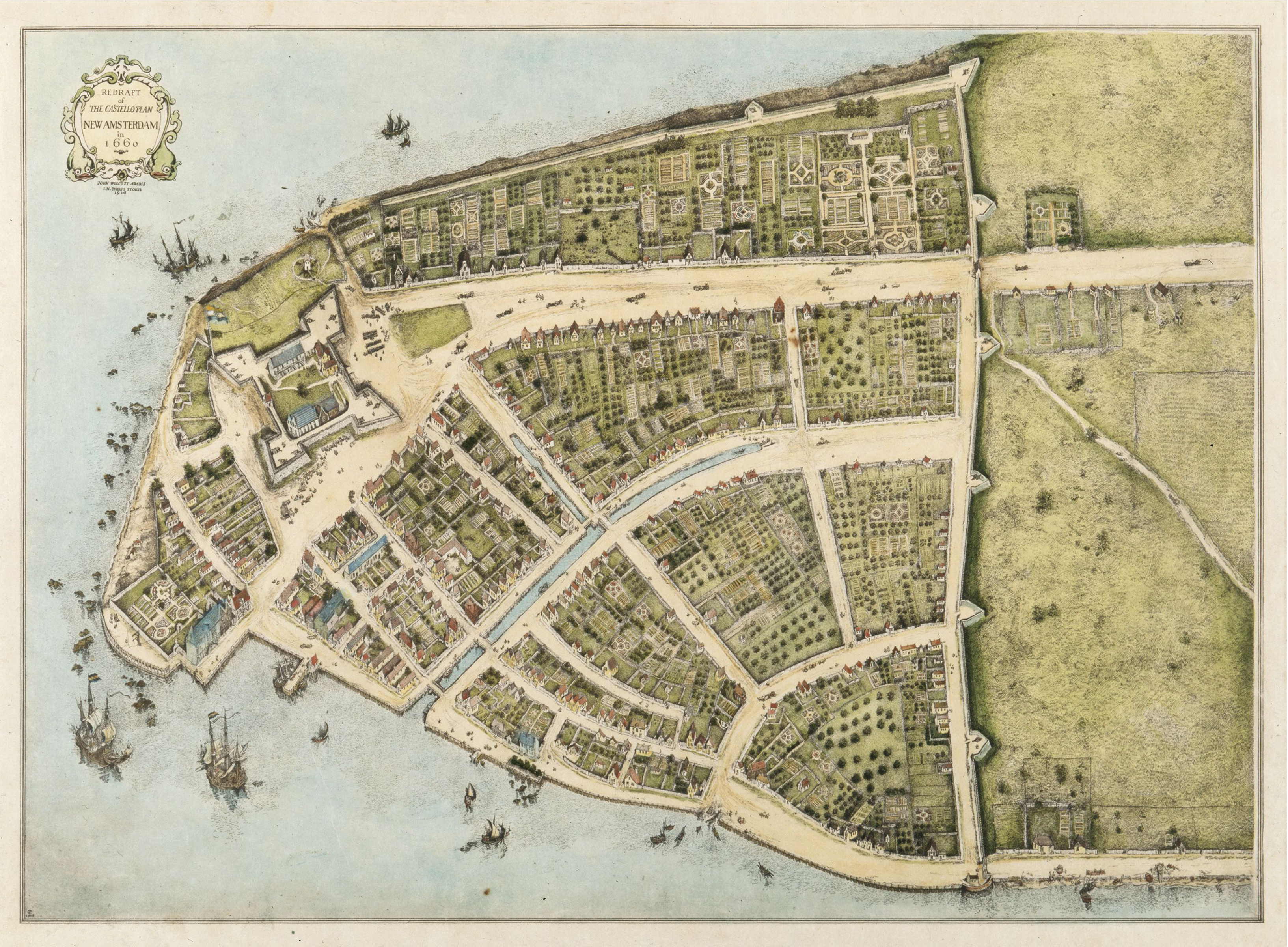
Plan von Neu-Amsterdam 1660

Nieuw-Amsterdam, deutsch Neu-Amsterdam, war von 1624 bis 1664 Verwaltungssitz der niederländischen Kolonie Nieuw-Nederland (Neu-Niederlande) auf dem weitläufigen Gebiet rund um das heutige Manhattan und wurde nach der Eroberung durch die Briten in New York umbenannt.

## Geschichte

### Anfänge der niederländischen Besiedlung
Henry Hudson erkundete 1609, im Auftrag der Niederländischen Ostindien-Kompanie, die heutige New York Bay und den nach ihm benannten Hudson River, um einen Weg nach Asien zu finden (Nordwestpassage). Er erkannte die wirtschaftliche Bedeutung des Gebietes, das ihm durch seinen Pelzreichtum auffiel. Er kehrte nach Europa zurück und reklamierte den Besitz des gesamten Hudson River für seine Auftraggeber. Zwischen 1611 und 1614 erforschten u. a. die Niederländer Adriaen Block und Hendrick Christiansz den Küstenstreifen. Mit der Zeit entwickelte sich dort die Siedlung Nieuw Amsterdam, die sich zur wichtigsten Siedlung Nieuw Nederlands entwickelte. Aufgrund erfolgloser Versuche der Kolonialisierung wurde 1621 die Niederländische Westindien-Kompanie gegründet und durch das Parlament mit der Kolonialisierung beauftragt.

### Der Kauf von Manhattan

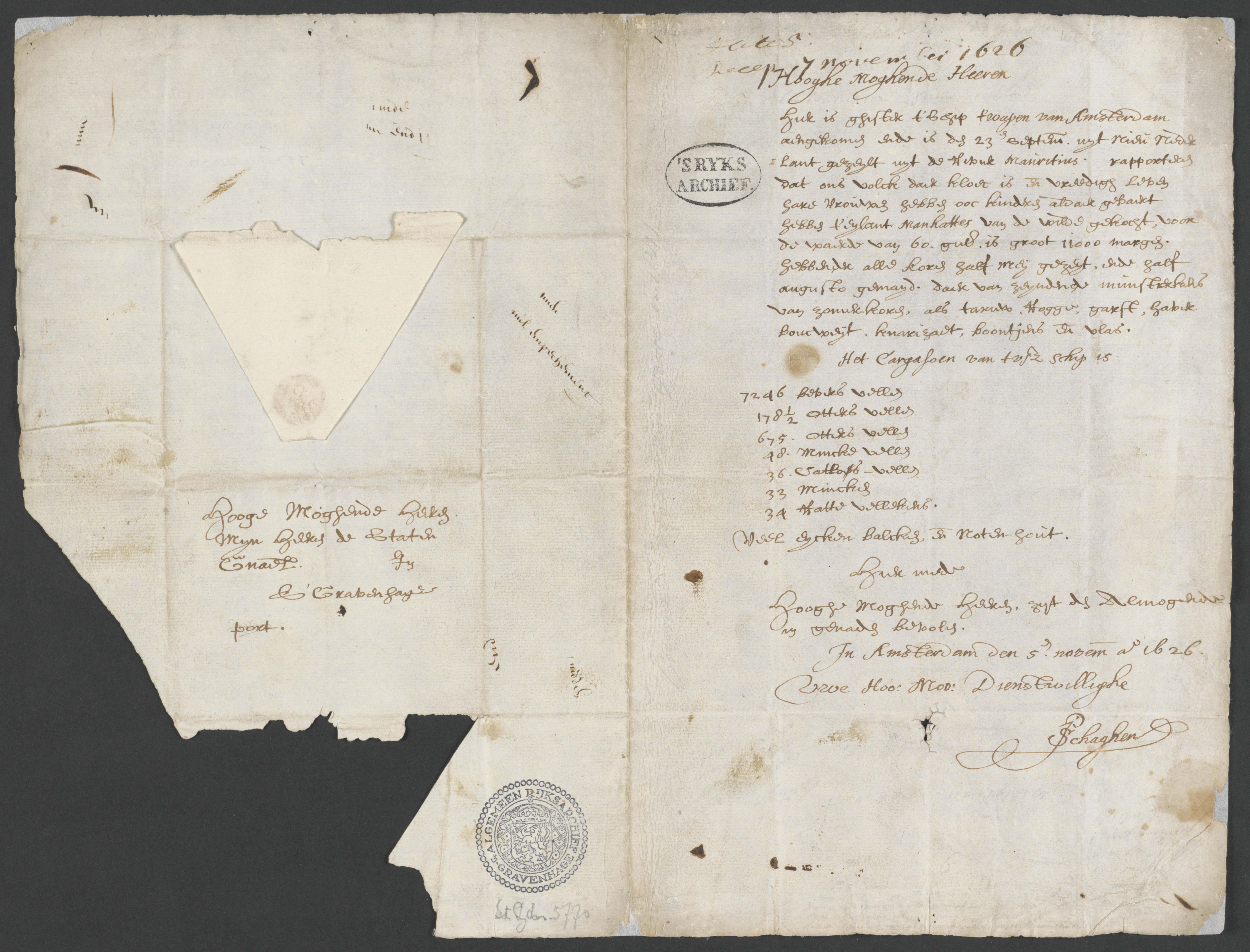
Schagen-Brief

Erstmals 1625 und dann erneut im Mai 1626 erreichte der in den Diensten der Niederländischen Westindien-Kompanie (WIC) stehende Peter Minuit, ein in Wesel geborener Geschäftsmann und Sohn wallonischer Glaubensflüchtlinge, Nieuw Nederland. In seiner Funktion als Gouverneur der Kolonie ließ er Fort Amsterdam errichten und war für die Leitung und für den Ausbau der jungen Siedlung zuständig. Er löste Willem Verhulst ab, der 1625 die Führung der Kolonie innehatte. Unklar ist, ob Minuit selbst (wie es die Überlieferung will) das Tauschgeschäft veranlasste, mit dem die Einheimischen, vielleicht ein Zweig der Lenni Lenape, die von diesen „Manna-hatta“ (hügelige Insel) genannte Insel für Waren im Wert von 60 Gulden abtraten. Diese Zahl stammt aus einem Brief von Peter Schagen an die Westindien-Kompanie: die überlieferte Umrechnung in 24 US-Dollar, die einen Umrechnungskurs aus dem 19. Jahrhundert benutzt, ist nicht aussagekräftig, da man den Betrag weder ohne weiteres in die Zeit des frühen 17. Jahrhunderts noch in die Gegenwart übertragen kann.
Ohnehin bedeutete der Kauf keinen Eigentumsübergang im heutigen Sinne, sondern eher die Erlaubnis, das betreffende Land gemeinsam mit der dort lebenden Bevölkerung zu nutzen und zu besiedeln. Dem Kauf folgte darüber hinaus eine mehrjährige Phase, in der die indianische Bevölkerung auf Kosten der Siedler bewirtet und mit Waren und Nahrungsmitteln versorgt werden musste.

### Wirtschaft und weitere Entwicklung
Wie dem Schagen-Brief zu entnehmen ist, war Neu-Amsterdam der Hauptumschlagplatz für Felle. Beispielsweise wurden 7246 Biberfelle nach Europa verschickt, aus denen dort Kastorhüte hergestellt wurden.
Um die Selbstversorgung der Siedlung mit Lebensmitteln zu verbessern, wurden außerhalb der Stadtgrenzen – nördlich der heutigen Wall Street – Bauernhöfe (niederländisch boerderij) angelegt, von denen sich der Name des New Yorker Stadtviertels Bowery herleitet. Am 2. Februar 1653 erhielt Nieuw Amsterdam Stadtrechte.

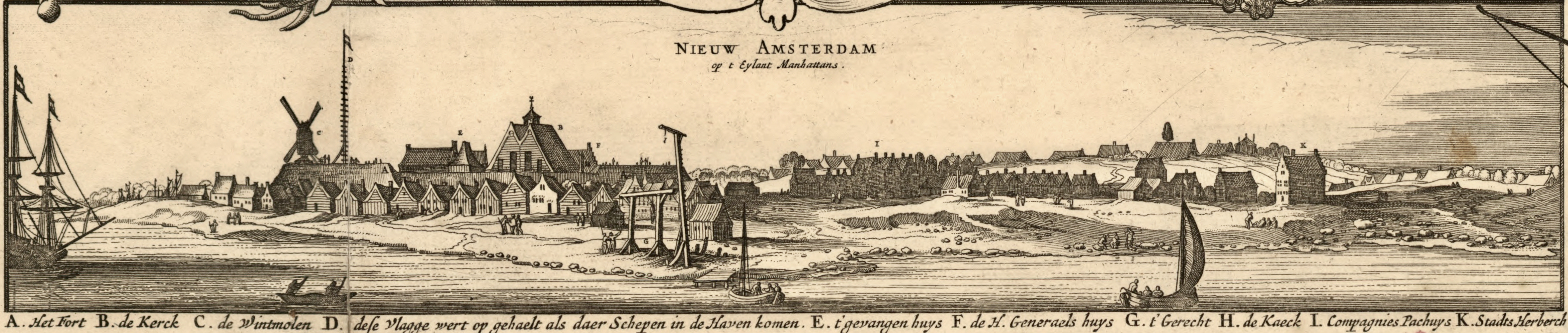
Nieuw Amsterdam (Ausschnitt aus Nicolaes Visscher 1656 entstandener Karte Novi Belgii Novæque Angliæ)

### Einnahme der Stadt durch die Briten
Am 27. August 1664, kurz vor Ausbruch des Zweiten Englisch-Niederländischen Seekriegs, wurde Nieuw Amsterdam von einer britischen Expedition unter Richard Nicolls eingenommen. Gegen den Willen Petrus Stuyvesants, möglicherweise aufgrund seiner Unbeliebtheit, ergaben sich die Niederländer kampflos. Nachdem die Kolonie Jakob, Duke of York (später König Jakob II.), einem Bruder des englischen Königs Karl II., im Frieden von Breda zugesprochen worden war, wurde Nieuw Amsterdam in New York umbenannt.

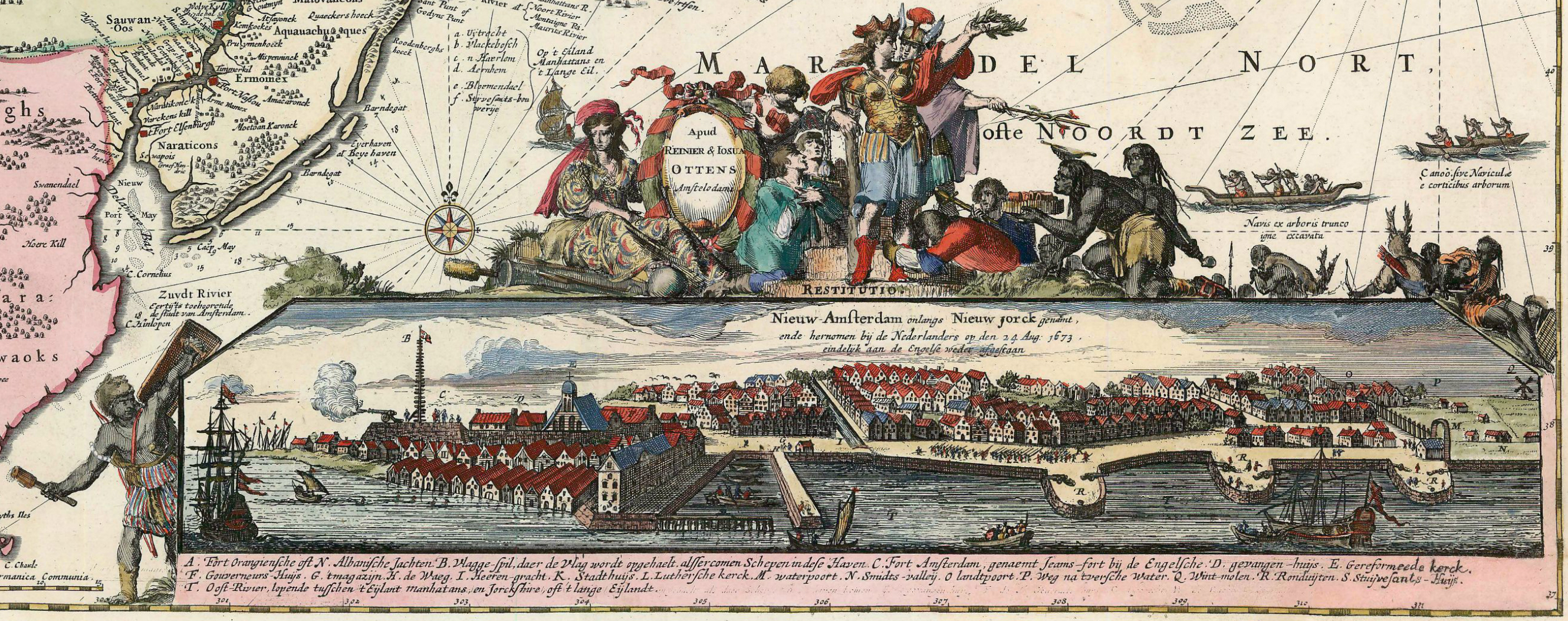
Nieuw-Amsterdam onlangs Nieuw Jorck genamt (Ausschnitt aus der Karte Totius Neobelgii Nova et Accuratissima Tabula von Hugo Allard). Allards um 1674 entstandene Darstellung zeigt eine stark gewachsene Stadt.

### Sekundärliteratur
- Mariana Griswold Van Rensselaer: History of the City of New York in the seventeenth century. Bd. 1. New Amsterdam. New York 1909.
- Isaac Newton Phelps Stokes: The iconography of Manhattan Island 1498–1909. 6 Bde. New York 1915–1928.
- Russell Shorto: New York – Insel in der Mitte der Welt. Wie die Stadt der Städte entstand. Rowohlt, Hamburg 2004. ISBN 3-499-62091-X
- Jaap Jacobs: New Netherland. A Dutch Colony in Seventeenth-Century America. Brill, Leiden 2005, ISBN 90-04-12906-5.

## Ausstellung
Unter dem Titel Manahahtáanung of Nieuw Amsterdam? zeigte das Amsterdam Museum vom 16. Mai bis zum 10. November 2024 eine Ausstellung, welche die Gründungsgeschichte von Nieuw Amsterdam erstmals aus der Perspektive der einheimischen Bevölkerung darstellte.